# Prämenstruelles Syndrom
Prämenstruelles Syndrom (PMS) bezeichnet komplexe körperliche und emotionale Beschwerden im Zusammenhang mit dem Menstruationszyklus, die vier bis vierzehn Tage vor dem Eintreten der Regelblutung in jedem Monatszyklus auftreten können und mit Beginn der Regel aufhören. Es gibt starke Schwankungen in der Literatur bzgl. der Prävalenz des prämenstruellen Syndroms. Insgesamt haben bis zu 90 % aller prämenopausalen Frauen im gebärfähigen Alter körperliche und psychische Symptome in der Lutealphase, die aber nicht zwangsläufig einem PMS zugeordnet werden müssen.

## Symptome
Der Schweregrad des PMS variiert. Ein Viertel der Betroffenen klagt über stark ausgeprägte Symptome und drei bis acht Prozent leiden unter einer besonders starken Form des PMS, das dann auch Prämenstruelle dysphorische Störung (PMDS) genannt wird. Erstere leiden unter einer regelmäßigen Befindlichkeitsstörung, letztere sind in dieser Zeit in ihrem Arbeitsumfeld und sonstigen sozialen Kontakten erheblich eingeschränkt. 
Zu den körperlichen Symptomen können gehören:
- Wasseransammlungen im Gewebe (Ödeme)
- Hautveränderungen
- Müdigkeit, Abgeschlagenheit, Erschöpfungssymptome
- Übelkeit und Kreislaufbeschwerden
- Durchfall
- Krämpfe im Unterbauch
- Kopf- und Rückenschmerzen
- Heißhunger oder Appetitlosigkeit
- Schmerzhafte Spannungen, Schwellungen oder extreme Empfindlichkeit der Brüste (Mastodynie)
- erhöhte Sensibilität auf Reize (Licht, Berührung, Lärm, Geruch, Zeit- und Arbeitsdruck)
- Migräne
- Ohnmacht
- Völlegefühl
- Schmerzen im Bereich der Geschlechtsorgane und im kleinen Becken beim Geschlechtsverkehr (Dyspareunie)
- Schleimhautreizungen
- Aktivierung von latenten Entzündungsherden im Körper

Zu den psychischen Symptomen können gehören:
- Stimmungsschwankungen
- Antriebslosigkeit
- Hyperaktivität, Ruhelosigkeit
- depressive oder manische Stimmungen
- Angstzustände
- Reizbarkeit
- Aggressivität
- grundloses Weinen oder Lachen
- vermindertes Selbstwertgefühl
- Gefühl von Überforderung und Kontrollverlust
- Veränderungen des Appetits

## Therapie
Zur Linderung der Symptome des prämenstruellen Syndroms können pflanzliche Präparate wie der Mönchspfeffer (Agnus castus) oder bei entsprechenden Symptomen SSRI (Serotoninwiederaufnahmehemmer), Aldosteronantagonisten (z. B. bei Neigung zur Ödembildung) eingesetzt werden. Invasive Therapiemaßnahmen (z. B. GnRH-Analoga) sind nur in Ausnahmefällen nötig. Forscher haben auch herausgefunden, dass eine bestimmte Kombination aus Fettsäuren die Symptome lindern kann, was bei einer Nahrungsumstellung berücksichtigt werden könnte.

## Geschichte
Der Zusammenhang zwischen seelischem Befinden, insbesondere aber bestimmten Störungen und dem Menstruationszyklus ist seit langem bekannt. Hippokrates erklärte vor rund 2500 Jahren die Stimmungsschwankungen in Abhängigkeit von der Monatsblutung als Folge eines „verhinderten Abflusses des Menstruationsblutes“.
Zu Beginn des 18. Jahrhunderts wurden menstruationsabhängige seelische Erkrankungen wissenschaftlich genauer erforscht. Im 19. Jahrhundert gingen die Psychiater sogar davon aus, dass rund zehn Prozent aller seelischen Störungen aufgrund organischer Veränderungen (etwa Herz-Kreislauf, Magen-Darm, Störungen der Gehirnfunktion) bei Frauen mit ihrer Monatsblutung in Verbindung stünden.
Im ersten Drittel des 20. Jahrhunderts erkannte man schließlich den engen Zusammenhang zwischen bestimmten seelischen Symptomen und Veränderungen im so genannten ovariellen Hormonhaushalt während des Menstruationszyklus. Insbesondere fand man heraus, dass depressive und ängstliche Verstimmungen hauptsächlich in der zweiten Zyklusphase nach dem Eisprung (luteale Phase oder Gelbkörperphase) auftreten, während sich psychisches Wohlbefinden häufiger in der ersten Hälfte (Follikelphase) des Menstruationszyklus beobachten lässt.
Robert T. Frank identifizierte prämenstruelle Beschwerden 1931 erstmals als eigene klinische Entität; er beschrieb diese als eine Kombination von physischen und psychischen Symptomen und nannte sie „premenstrual tension“. Raymond Greene und Katharina Dalton betonten 1953 die Komplexität der Symptomatik und bezeichneten sie als „prämenstruelles Syndrom“. Bis 1969 wurden 150 Symptome in der Literatur beschrieben. Katherina Dalton machte 1980 auf die Notwendigkeit einheitlicher Kriterien zur Diagnosestellung aufmerksam. 1985 wurde erstmals die Prämenstruelle dysphorische Störung (PMDS) von der Amerikanischen Psychiatrischen Vereinigung in die Liste der seelischen Erkrankungen aufgenommen, damals noch unter dem Namen Dysphorische Störung der späten Lutealphase (LLPDD).

## Kritik
Die unterschiedlichen verwendeten Definitionen von PMS haben zur Folge, dass die Angaben zur Prävalenz sehr stark variieren. In Deutschland wird im klinischen Alltag vornehmlich nicht nach DSM-5 diagnostiziert, sondern auf der Grundlage des ICD-10 der Weltgesundheitsorganisation (WHO). Die Diagnosen PMS und PMDS sind dort in der Kategorie „Psychische und Verhaltensstörungen (F00-F99)“ nicht aufgeführt, PMDS ist allerdings in der neueren Version ICD-11, die 2022 in Kraft getreten ist, enthalten.
Die schwerere Form des PMS, die prämenstruelle dysphorische Störung (PMDS), wird an einigen Stellen als rein soziales Konstrukt gesehen, das von der Pharmaindustrie eingeführt worden sei, um die Verschreibung von Medikamenten zu legitimieren. Kritiker der Diagnose PMDS befürchten, dass durch Stellen derselben natürliche Vorgänge pathologisiert würden. Ein Review, das 2014 im Journal of Clinical Psychiatry publiziert wurde, fand keine Beweise für diese Befürchtungen und bestätigt das Vorkommen der Erkrankung.